# Dimitar Apasiev
Vous pouvez aider à l'améliorer ou bien discuter des problèmes sur sa page de discussion.
- Son contenu est peut-être sujet à caution et doit absolument être sourcé. Si vous connaissez le sujet traité ici, vous pouvez le retravailler à partir de sources pertinentes en utilisant notamment les notes de bas de page. (Marqué depuis août 2020)
- Il ne cite pas suffisamment ses sources. Vous pouvez indiquer les passages à sourcer avec {{référence nécessaire}} ou {{Référence souhaitée}}, et inclure les références utiles en les liant aux notes de bas de page. (Marqué depuis août 2020)

- Archive Wikiwix
- Bing
- Cairn
- DuckDuckGo
- E. Universalis
- Gallica
- Google
- G. Books
- G. News
- G. Scholar
- Persée
- Qwant
- (zh) Baidu
- (ru) Yandex
- (wd) trouver des œuvres sur Wikidata

Dimitar Apasiev (en macédonien : Димитар Апасиев), né le 22 septembre 1983 à Titov Veles en Yougoslavie, est un universitaire macédonien, homme politique et chef du parti politique La Gauche. Il est docteur en droit à l'Université Goce Delčev de Štip. Lors de l'élection parlementaire de la Macédoine de 2020, son parti La Gauche, a remporté deux sièges, faisant de lui un membre de l'Assemblée de la Macédoine avec le plus de votes remportés parmi les 120 députés,.

## Jeunesse
Apasiev est né le 22 septembre 1983 à Titov Veles en Yougoslavie.

## Éducation
Apasiev a obtenu son diplôme de premier cycle en 2009 et sa maîtrise en 2010. En 2015, il a obtenu un doctorat spécialisé en droit romain à l'université d'État Ss. Cyrille et Méthode à Skopje. Sa thèse de maîtrise s'intitule « Les instituts de droit public de droit romain reçus dans les systèmes juridiques d'aujourd'hui » ; et la thèse de doctorat « Iudicia publica - Droit de la procédure pénale romaine (avec une référence particulière au système judiciaire à l'époque de la République) ». Sa réussite continue, moyenne dans le premier, le deuxième et le troisième cycle d'études est de dix[Quoi ?], sans un seul examen de reprise à l'école.
Il a gagné des prix : le prix Golden Cicero en tant que double vainqueur absolu des traditionnelles soirées oratoires « Ivo Puhan » ; Plaque Justice pour la meilleure réussite d'études juridiques, comme la première de nombreuses générations ; le Jubilé du 9 novembre prix « prof. Dr Gjorgji Shoptrajanov » pour le meilleur étudiant de la commune de Veles et une dizaine d'autres. 
Il était en visite d'étude à la meilleure université d'État russe Lomonosov (Moscou) et était boursier du ministère de l'Éducation et des Sciences de la République de Macédoine (quatre ans) ; à la Fondation pour étudiants talentueux Kole Nedelkovski (deux ans) ; le Centre européen de droit public (programme Kikones pour les jeunes avocats) ; ainsi que Россотрудничество (Programme : New Generation).

## Carrière académique
Apasiev est actuellement (2020) maître de conférences à la Faculté de droit de l'Université d'État Goce Delchev à Stip - Département de droit civil. Il y enseigne le droit romain, l'histoire du droit, la philosophie du droit et la rhétorique judiciaire. Auparavant, il a été professeur assistant pendant cinq ans, doctorant assistant pendant un an et assistant junior à la faculté de droit de l'Université d'État Goce Delchev pendant trois ans. Apasiev a travaillé pendant cinq ans comme démonstrateur à la Faculté de droit Iustinianus Primus de l'UKIM. 
Ses intérêts scientifiques sont principalement la philologie juridique romaine et les sciences juridiques-historiques, juridiques-philosophiques et de droit public, ainsi que d'autres disciplines jurisprudentielles. Il a participé à plus d'une centaine de colloques nationaux et internationaux, discussions scientifiques, rassemblements professionnels, conférences, réunions, revues, séminaires, écoles d'été et d'hiver, camps, promotions, formations, présentations, débats, tables rondes et débats publics de différents domaines du droit - dans son pays et à l'étranger (Russie, Turquie, Grèce, Bulgarie, Croatie, Serbie, , etc.).
Il a participé à plusieurs projets de recherche scientifique et a jusqu'à présent publié treize livres et monographies, co-écrit avec d'éminents professeurs et universitaires macédoniens ; ainsi que plus de cinquante articles, c'est-à-dire des articles scientifiques et professionnels, des chapitres, des critiques de livres, des recherches et des essais. Il a traduit et édité des dizaines de textes professionnels sur divers sujets sociaux par des théoriciens bien connus, de l'anglais, du russe, du bulgare et du serbo-croate.
Avant et après avoir réussi l'examen juridique, il est membre de plusieurs organes de travail, commissions d'experts, réseaux, plateformes professionnelles et bases de données, avec des profils professionnels en libre accès. Il a été consultant juridique et conseiller sur les questions de droit civil auprès de plusieurs organes judiciaires d’État, de syndicats, d’organisations de la société civile, d’initiatives activistes informelles et de mouvements sociaux. Ses opinions et commentaires sur des questions sociopolitiques importantes — sous forme de lettres, déclarations, interviews, chroniques et blogs universitaires — ont été publiés dans presque tous les médias imprimés et électroniques macédoniens.

## Carrière politique
Il est l'un des principaux militants politiques du Mouvement pour la justice sociale Lenka. En novembre 2015, Apasiev a cofondé La Gauche, un parti politique qui combinait un certain nombre de mouvements de gauche en Macédoine. En décembre 2019, Dimitar Apasiev, qui est également le représentant légal du parti, a été élu premier président du parti.

« Nous nous dirigeons vers la construction d'un parti centralisé hiérarchiquement avec le principe du centralisme démocratique, qui est également une nouveauté contrairement à l'action fractionnelle précédente. Nous croyons que, instruits par les expériences qui nous sont arrivées au cours de toutes ces années, en particulier avec les soi-disant coups d'État et les crises fabriquées à l'intérieur du parti, que de cette manière nous consoliderons le parti et que lors des prochaines élections, la gauche deviendra un parti parlementaire seul sans collusion avec aucun des principaux partis »

— Apasiev
Lors des élections législatives du 15 juillet 2020, le parti s'est présenté de manière indépendante, remportant environ 40 000 voix, soit 4,1 % du total des voix, оu deux sièges à l'Assemblée nationale.